# Phạm Linh Đan
Phạm Linh Đan (sinh ngày 20 tháng 6 năm 1974) là một diễn viên người Pháp gốc Việt. Cô được biết đến nhiều nhất qua bộ phim Đông Dương (Indochine, 1992) và giành được giải César cho Nữ diễn viên triển vọng trong phim De battre mon cœur s'est arrêté năm 2006.

## Tiểu sử
Phạm Linh Đan sinh ngày 20 tháng 6 năm 1974 tại Sài Gòn. Năm 1975, cô cùng bố mẹ rời Việt Nam tới định cư tại Pháp. Thời gian tuổi thơ, Linh Đan từng sống ở Aubervilliers, Bagneux, Clichy, Issy les Moulineaux và Sceaux thuộc ngoại ô Paris. Năm 1992, Linh Đan giành được vai diễn Camille, con gái nuôi của Eliane Devries - nhân vật do Catherine Deneuve đóng trong bộ phim Đông Dương của đạo diễn Régis Wargnier. Năm 1993, Đông Dương giành được giải Oscar cho phim ngoại ngữ hay nhất, còn Linh Đan được đề cử giải César cho Nữ diễn viên triển vọng cùng năm đó. Năm 1994, Linh Đan tham gia bộ phim thứ hai Jamila. Sau sự khởi đầu thành công đó, Linh Đan không xuất hiện trong 10 năm. Cô theo học đại học ngành thương mại và làm trong lĩnh vực marketing sau khi tốt nghiệp.
Năm 2001, Linh Đan bắt đầu sự nghiệp sân khấu ở New York, tham gia một khoá học diễn xuất tại Học viện Lee Strasberg trong 4 năm. Sau đó cô quay lại Pháp với vai diễn Lu Ann trong phim Les mauvais joueurs (2005). Cũng năm đó, Linh Đan tham gia De battre mon coeur s'est arrêté (2005) của đạo diễn Jacques Audiard, diễn xuất bên cạnh Romain Duris. Bộ phim này đã đem lại cho cô giải César cho Nữ diễn viên triển vọng vào ngày 25 tháng 2 năm 2006.
Tháng 10 năm 2007, Linh Đan về Việt Nam giới thiệu bộ phim Pars vite et reviens tard (2007) trong chương trình Toàn cảnh điện ảnh Pháp tại Việt Nam lần thứ nhất.

## Giải thưởng
- Giải César cho Nữ diễn viên triển vọng 2006 với phim De battre mon cœur s'est arrêté.
- Đề cử giải César cho nữ diễn viên triển vọng 1993 với phim Đông Dương (Indochine)

## Phim

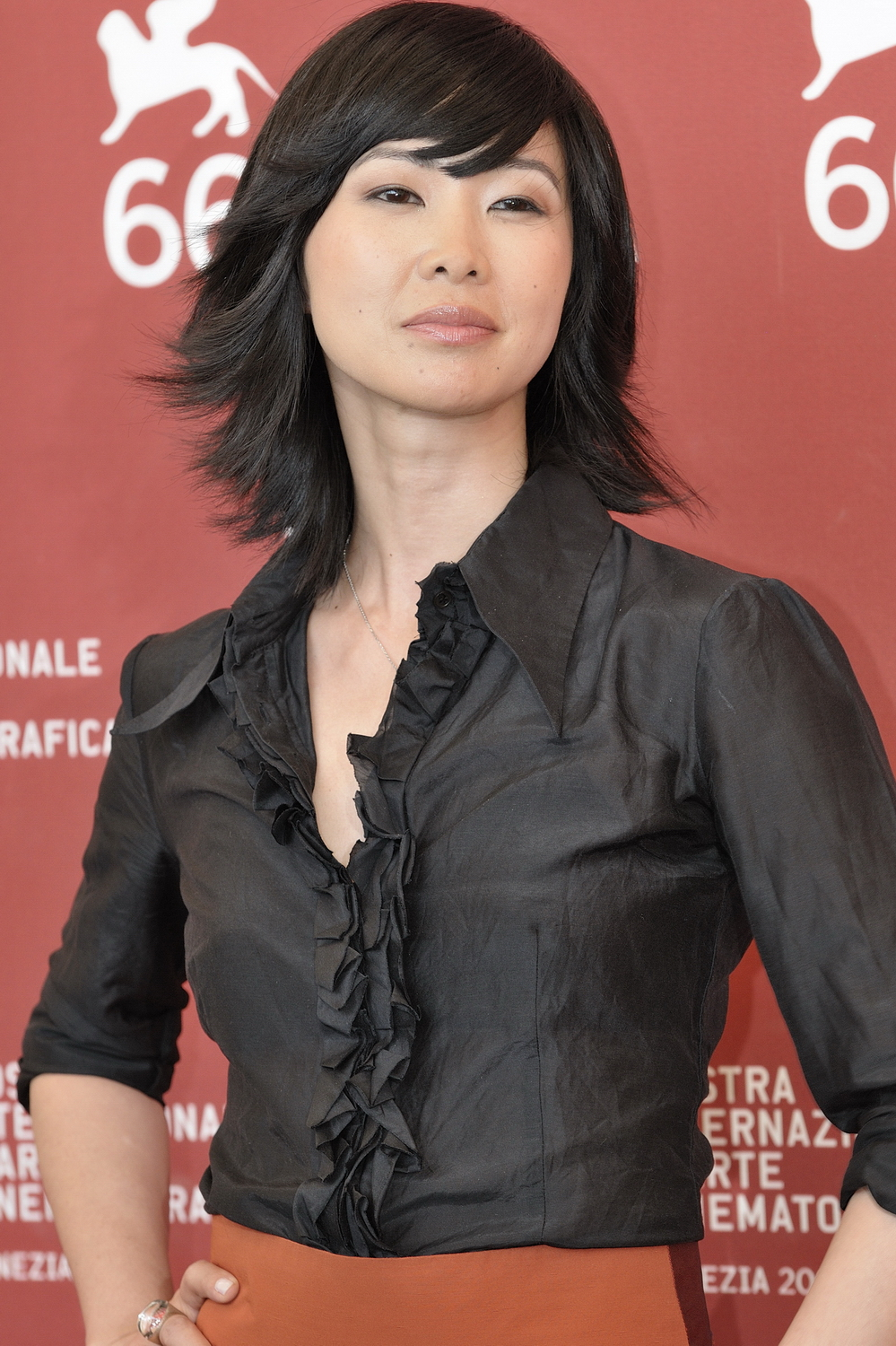
Linh Đan tại buổi ra mắt Mr. Nobody trong Liên hoan phim Venezia lần thứ 66

- The Very Private Life of Mister Sim (2015)
- Divin Enfant (2014)
- Le Grand Méchant Loup（2013）
- Tout ce qui brille (2010)
- Pigalle, la nuit (TV series 2009)
- Ninja Assassin (2009)
- Mr. Nobody (2008)
- Dante 01 (2008) vai Elisa
- Pars vite et reviens tard (2007) vai Camille
- Les Mauvais joueurs (2005) vai Lu Ann
- De battre mon coeur s'est arrêté (2005) vai Miao Lin
- Jamila (1994) vai Jamila
- Đông Dương (Indochine) (1992) vai Camille

### Truyền hình
- This Life + 10 (2007)
- "Tierärztin Dr. Mertens" vai Chea San

- Angst um Voi Nam (2006)
- "Hommes de coeur, Les" vai Nawin

- Nawin (2006)